# Anne-Laure Cattelot
Anne-Laure Cattelot, née le 25 octobre 1988 à Maubeuge (Nord), est une femme politique française. Membre de La République en marche (LREM), elle est députée de la douzième circonscription du Nord de 2017 à 2022 et conseillère municipale d'Avesnes-sur-Helpe depuis 2020. Elle est présidente de l'ONF depuis juin 2025.

## Biographie

### Jeunesse et formation
Anne-Laure Cattelot grandit à Saint-Rémy-Chaussée, dans le département du Nord où se situe la scierie familiale Cattelot créée au début XXe siècle, spécialisée dans la fabrication de caisses traditionnelles et dirigée par son père Jean (né en 1955) jusqu'en 2018. Sa mère Otilia Cattelot-Duarte (née en 1953) d’origine portugaise, infirmière de profession en bloc opératoire est également administratrice de la société familiale. Anne-Laure Cattelot est la cadette d’une fratrie de trois enfants dont sa sœur Hélène Desmazières-Cattelot (née en 1982), dirige depuis 2018 l’entreprise familiale de la filière bois.
Elle étudie à le droit européen à l'université de Lille.
Elle est ensuite admise à Sciences Po Lille (promotion 2011, affaires européennes), où elle fait partie des représentants de promotion.

### Carrière professionnelle
Elle commence sa carrière par un stage auprès du député européen Jean-Luc Bennahmias.
En juin 2015, elle rejoint le cabinet du président de la Métropole européenne de Lille, Damien Castelain, où elle travaille sur le développement économique local.
En juillet 2022, à la suite de sa défaite aux élections législatives dans la douzième circonscription du Nord, elle est embauchée au sein du cabinet de lobbying Rivington géré par Laurent Lotteau. Elle devient numéro 2 du cabinet.
Elle est nommée en octobre 2024 PDG d'ESL & Network European Affairs. Elle représente également auprès de la Commission européenne, à Bruxelles, le groupe GEOS, présidé par Grégoire de Saint-Quentin. ESL Network et GEOS sont deux filiales du groupe ADIT.

### Parcours politique
Elle adhère à La République en marche, qui l'investit pour les élections législatives de 2017 dans la douzième circonscription du Nord.
Elle fait alors partie des 23 candidats de moins de 30 ans investis par La République en marche et reçoit durant sa campagne le soutien direct de Gérald Darmanin. Elle remporte le second tour face au candidat Front national Gérard Philippe avec 54,54 % des voix.
Elle est missionnée deux fois par le Gouvernement pour un rapport sur l'industrie du futur et un rapport sur la forêt et la filière bois face au changement climatique.
Elle copilote, avec la députée du Gard, Françoise Dumas, la cellule mise en place par LREM en 2019 afin mettre en œuvre « une stratégie sur tous les territoires où le Rassemblement national pourrait l'emporter » afin de l'en « empêcher ».
Candidate à sa réélection aux élections législatives de 2022, elle est battue au second tour par le candidat du Rassemblement national, Michaël Taverne, obtenant 47,18 % des voix. Son mandat parlementaire s’achève le 21 juin 2022.
Elle est nommée le 19 juin 2025 à la présidence du conseil d'administration de l'office national des forêts (ONF).

## Décoration
- Chevalier de l'ordre national du Mérite (nomination du 15 mai 2025)[20].